# Taz Panter Stiftung
Die taz Panter Stiftung ist eine gemeinnützige, rechtsfähige Stiftung mit Sitz in Berlin. Sie wurde 2008 gegründet, um den seit 2005 vergebenen taz Panter Preis auszurichten. Die Ziele der taz Panter Stiftung bestehen insbesondere auch darin, unabhängigen Journalismus zu stärken, Journalistinnen fortzubilden und international zu vernetzen und die Zivilgesellschaft zu stärken.

## Geschichte
Die taz versteht sich nicht nur als ein Verlagsunternehmen, sondern hat seit ihrer Gründung immer auch als politisches und gesellschaftliches Projekt gehandelt. Die Rechtsform einer Stiftung macht es ihr möglich, diese gemeinnützigen Aktivitäten von den unternehmerischen Tätigkeiten abzugrenzen und mithilfe von Unterstützerinnen weiter auszubauen. In der taz Panter Stiftung soll die Idee der taz weiterwirken – unabhängig von den Veränderungen der Medienlandschaft.
2008 folgten 800 Gründungsstifterinnen dem Aufruf „Vom Wort zur Tat!“ und lieferten mit 700.000 Euro den Grundstock für das Projekt. Bereits ein Jahr später hatte der Panter sein Stiftungs-Vermögen dank Spenden und anderen Zuwendungen verdoppelt und entwickelte Strukturen, um mit der Arbeit zu beginnen. Mehr als 6.000 Spenderinnen haben bisher rund 8 Millionen Euro zusammengetragen, damit die taz Panter Stiftung ihre Projekte verwirklichen kann.
Zwischen 2013 und 2024, hat die Panter Stiftung von der Bundesregierung Deutschlands als „… Beitrag zur Stärkung von Qualtätsjournalismus und Medienkompetenz…“ ca. eine Million Euro erhalten.
Die taz Panter Stiftung verfolgt mehrere Ziele: Es werden regelmäßig internationale Workshops zur Qualifizierung von ausländischen Kolleginnen abgehalten, die vor allem aus Ländern kommen, in denen die Pressefreiheit bedroht ist. Zudem kümmert sich die Panter Stiftung um die journalistische Aus- und Weiterbildung, vor allem jüngerer Menschen, verleiht den taz Panter Preis für zivilgesellschaftliches Engagement und führt Veranstaltungen mit dem Zweck durch, Bürgerrechte zu vermitteln und zu deren Wahrnehmung zu animieren. Hierbei liegt ein besonderer Fokus auf der Klimakrise und dem Kampf gegen einen gesellschaftlichen Rechtsruck.

## Leitung, Vorstand, Kuratorium
Der Vorstand und das Kuratorium sind neben der operativen Leitung die zentralen Organe der taz Panter Stiftung. Den ersten Stiftungsvorstand bildeten Konny Gellenbeck und Karl-Heinz Ruch.
Seit dem 1. Januar 2024 hat Gemma Terés Arilla die Leitung der taz Panter Stiftung inne und führt das operative Geschäft. Gemma Terés Arilla und Andreas Maggraf bilden den Vorstand. Sie setzen die Beschlüsse des Kuratoriums in Zahlen und Maßnahmen um.
Das Kuratorium entscheidet über alle Aktivitäten der Stiftung. Es beruft und entlastet den Vorstand, genehmigt den Wirtschaftsplan und gibt Empfehlungen für die Verwaltung des Stiftungsvermögens sowie die Verwendung der Stiftungsmittel. Es besteht aktuell aus elf Mitgliedern, unter anderem Bascha Mika, Michael Sontheimer und Barbara Junge. Ein Teil der Kuratorinnen wird von der taz-Genossenschaft bestimmt, ein Teil vom Kuratorium selbst. Die von der Genossenschaft berufenen Kuratorinnen tragen ein Stück taz in ihrer Biografie und sind langjährige Förderinnen der taz.

## Internationaler Austausch

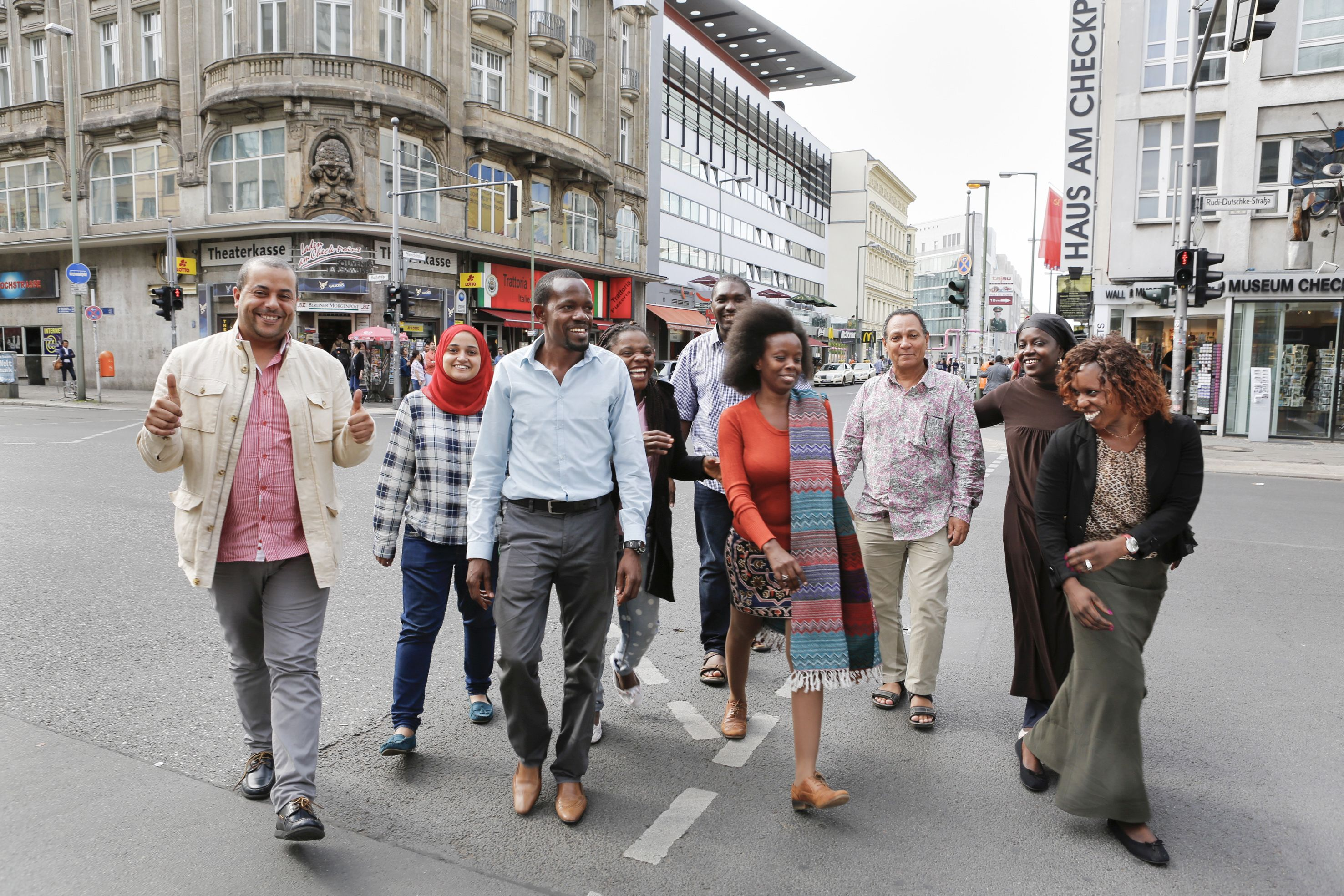
Teilnehmerinnen und Teilnehmer des Afrika Workshops 2017

Den Aufschlag für das internationale Engagement der Stiftung machten 2011 sieben junge Journalistinnen aus Weißrussland. Weitere Seminare mit Teilnehmerinnen aus elf Nachfolgestaaten der ehemaligen Sowjetunion folgten genauso wie Workshops mit Medienmachern aus der Türkei, Kuba, Asien und Afrika. Seit 2016 bietet die Stiftung im Rahmen des zusammen mit Reporter ohne Grenzen e.V. durchgeführten Programms „Refugium Stipendium“ einzelnen Journalisten, die in ihren Heimatländern an Leib und Leben bedroht sind, die Möglichkeit für eine Auszeit an.
Über 1.500 Journalistinnen aus unterschiedlichen Regionen haben bisher an den internationalen Workshops der Panter Stiftung teilgenommen, von denen nach wie vor ein Großteil sowohl untereinander als auch mit der taz vernetzt ist. Der Ansatz, Menschen aus verschiedenen, teils verfeindeten Ländern zusammen zu bringen und damit einen Dialog sowie gegenseitiges Verständnis füreinander zu fördern, hat sich als ein erfolgreiches Modell erwiesen.
Die aktuellen Schwerpunkte liegen auf den Regionen Afrika, Osteuropa sowie dem Irak, dem Libanon und Syrien:
Im Rahmen der Afrika-Workshops 2021/22 und 2023/24 wurden die Magazine „trans.continental – African-European Reflections“ und „trans.continental – Africa´s Future and the Competition of Global Powers“ sowohl auf Deutsch als auch auf Englisch veröffentlicht. 2022 trafen sich Journalistinnen aus Osteuropa auf Einladung der taz Panter Stiftung und des Auswärtigen Amtes in Berlin und Riga. Darüber hinaus haben Autorinnen seit Beginn des russischen Angriffskrieges gegen die Ukraine über die Auswirkungen des Konfliktes auf ihr Leben und ihre Heimatländer geschrieben, was zur Veröffentlichung des Tagebuchs "„Krieg und Frieden“ auf Deutsch führte. Im Jahr 2023 erschien zudem das „Climate Journalism Handbook“ auf English und Arabisch, herausgegeben im Rahmen des Workshops „Her Turn II“, an dem Journalistinnen aus der MENA-Region teilnahmen.

## Journalismusförderung und -ausbildung

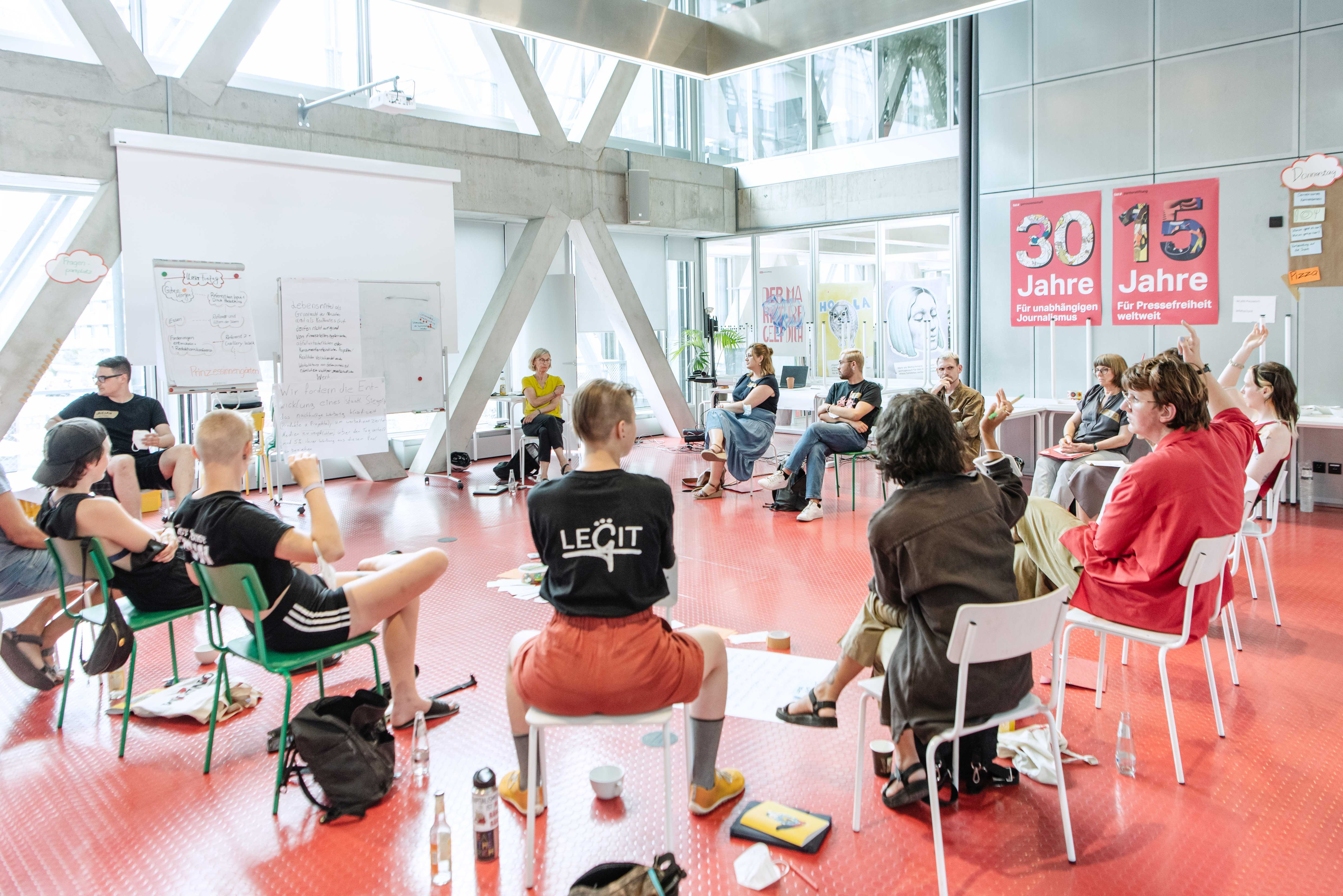
Teilnehmerinnen des taz Panter Sommercamps 2022

Das taz Panter Volontariat ist ein zentrales Programm der Stiftung. Es zielt darauf ab, Menschen in die Medienlandschaft einzubinden, die in dieser unterrepräsentiert sind. Es versucht junge Talente in Redaktionen zu bringen, die nicht aus traditionellen, bildungsbürgerlichen Kontexten stammen. Seit 2011 hat die taz Panter Stiftung elf Volontärinnen mit Migrationshintergrund ausgebildet, von denen acht heute in der Redaktion der taz arbeiten. Über einen Zeitraum von 18 Monaten erlernen die Volontärinnen das journalistische Handwerk in der taz-Redaktion, während die taz selbst von ihren Erfahrungen profitiert.
Seit 2009 haben über 500 junge Menschen an den taz Panter Workshops teilgenommen, bei denen unter Anleitung von taz-Redakteurinnen in der Regel Sonderseiten in der taz zu bestimmten Schwerpunkten produziert wurden. Diese Workshops sollen junge Menschen ermutigen, sich mit Journalismus auseinanderzusetzen, und haben sich Themen wie „Neid“, „Schuld“, „Märchen“ oder „Gewalt“ gewidmet. Ein neueres Projekt ist das taz Panter Sommercamp, das den Generationenaustausch fördert. Dort haben junge und ältere Teilnehmerinnen ihre Perspektiven auf aktuelle Ereignisse diskutiert und zu konkreten Forderungen an politische Entscheidungsträgerinnen zusammengeführt.
Die Panter Stiftung unterstützt auch die Entwicklung neuer journalistischer Formate. Dazu gehören eine Kolumne in Magazin taz FUTURZWEI und das Talk-Format „Stimme meiner Generation“, bei dem die Generation Z über sich selbst schreibt. Darüber hinaus unterstützt die Stiftung beispielsweise die Gefangenenzeitung „Der Lichtblick“, um eine unzensierte Stimme von Inhaftierten zu ermöglichen sowie Konferenzen zum Thema konstruktiver und gemeinnütziger Journalismus.

## Zivilcourage und Klimakrise

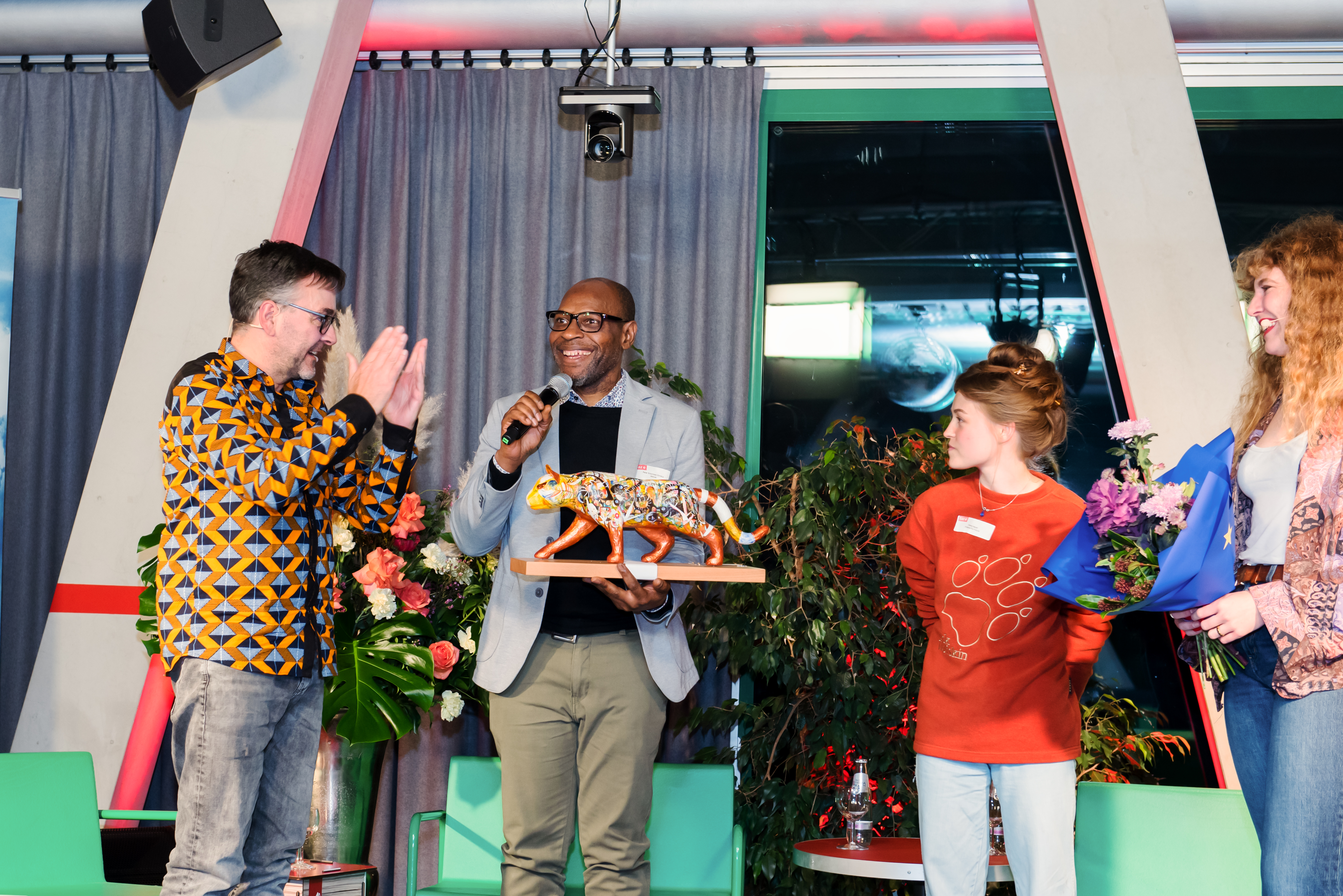
Panter Preisträger Peter Emorinken-Donatus

Seit 2005 wird jährlich der taz Panter Preis für die Wahrnehmung demokratischer Grundrechte und für Zivilcourage verliehen. Seit 2020 fokussierte die taz Panter Stiftung den Panter Preis unter dem Motto „Klimatistin gesucht!“ auf den Kampf gegen die Klimakrise. 2024 wird der taz Panter Preis erstmals außerhalb Berlins vergeben – für zivilgesellschaftliches Engagement in Thüringen, Sachsen und Brandenburg.
Zusätzlich unterstützt die Stiftung den Podcast „klima update“ und das taz-Klimahub in Kooperation mit dem unabhängigen Online-Magazin klimareporter°. Jeden Freitag werden dort Entwicklungen zur Klimakrise zusammengefasst und die wichtigsten Klima-Nachrichten der Woche präsentiert.
Neben regelmäßigen Aktivitäten engagiert sich die Stiftung auch in einmaligen Projekten. Ein Beispiel ist die Organisation einer Gedenkveranstaltung in Berlin für den verstorbenen Anwalt und Politiker Christian Ströbele (Bündnis 90/Die Grünen) im Jahr 2022, sowie die Herausgabe eines eigenen Magazins zu seinen Ehren. Ströbele, einer der Mitgründer der taz im Jahr 1978, war bis zu seinem Tod im Kuratorium der taz Panter Stiftung tätig.